# 16037 Sheehan
16037 Sheehan este un asteroid din centura principală de asteroizi.

## Descriere
16037 Sheehan este un asteroid din centura principală de asteroizi. A fost descoperit pe 10 aprilie 1999 la Stația Anderson Mesa în cadrul programului LONEOS. El prezintă o orbită caracterizată de o semiaxă mare de 3,23 ua, o excentricitate de 0,05 și o înclinație de 15,3° în raport cu ecliptica.